# Algot Johansson
John Algot Johansson, född 18 juli 1886 i Roasjö församling, dåvarande Älvsborgs län, död 12 juli 1978 i Borås, var en svensk företagsledare i textilbranschen och grundare av Algots.
Algot Johansson växte upp i Roasjö Östergård. Han var son till hemmansägaren August Johansson och Augusta, ogift Eriksdotter. Han grundade företaget Algots 1907 och bildade aktiebolaget Algot Johansson AB 1937 där han var verkställande direktör till 1957 då han lämnade över ansvaret till sonen Göte Johansson. Efter det var han sedan styrelseordförande fram till 1974. Han var kommendör av Vasaorden. År 1938 företog han en jordenruntresa.
År 1907 gifte han sig med Hildur Johansson (1887–1964). De fick barnen Åke 1908, Göte 1911, Elis 1913, Arne 1915 och Alf Olle 1918 (död samma år).
Paret ligger gravsatt i en familjegrav på Borås Sankta Birgittas kyrkogård, där även sönerna Göte och Alf Olle vilar.